# HD 153370
HD 153370 è una stella binaria di magnitudine 6,43 situata nella costellazione dell'Altare. Dista 324 anni luce dal sistema solare.

## Osservazione
Si tratta di una stella situata nell'emisfero celeste australe. La sua posizione è fortemente australe e ciò comporta che la stella sia osservabile prevalentemente dall'emisfero sud, dove si presenta circumpolare anche da gran parte delle regioni temperate; dall'emisfero nord la sua visibilità è invece limitata alle regioni temperate inferiori e alla fascia tropicale. Essendo di magnitudine pari a 6,4, non è osservabile ad occhio nudo; per poterla scorgere è sufficiente comunque anche un binocolo di piccole dimensioni, a patto di avere a disposizione un cielo buio.
Il periodo migliore per la sua osservazione nel cielo serale ricade nei mesi compresi fra maggio e settembre; nell'emisfero sud è visibile anche per gran parte della primavera, grazie alla declinazione boreale della stella, mentre nell'emisfero sud può essere osservata limitatamente durante i mesi estivi boreali.

## Caratteristiche fisiche
HD 153370 è un sistema stellare formato da due componenti piuttosto simili tra loro: entrambe sono stelle bianche di sequenza principale, di magnitudine rispettivamente, per A e B, di 7,23 e 7,27. B è separata di 0,2 secondi d'arco da A e con angolo di posizione di 196 gradi, ed entrambe ruotano attorno al comune centro di massa del sistema in 193,7 anni, come indicato nello studio di Tokovinin nel 2016, anche se nel 2010 Cvetkovic e colleghi avevano indicato un periodo di 62,29 anni. L'orbita relativamente eccentrica (e = 0,187) e loro masse sono 2,3 e 2,1 volte quella del Sole.